# 穂科エミ
穂科 エミ（ほしな えみ）は、日本の脚本家、劇作家、演出家、ライターである。東京都江戸川区出身。劇団はぶ談戯主宰。愛称は、ホシナ、親方、ゴル。アンドリーム（&REAM）所属。

## 来歴・人物
1998年、専門学校での企画公演のために「レボ100％」を旗揚げ。翌年、専門学校を自主退学した後、本格的に演劇活動を行うため、「レボ100％」を正式に劇団化。
2000年公演『源八橋西詰』（作・後藤ひろひと）より、劇団名を「はぶ談戯」に改名。以後、すべての作品の作・演出を担当。2008年まで、役者・FMパーソナリティ・ナレーターとしても活動していた。
2005年頃より、喉の不調を訴える。2010年に難治性の「痙攣性発声障害」と診断される。発声のコントロールができないため、役者、ナレーター活動を休業。以後は、作家に専念している。また、この病の患者会であるS.D.C.Pと共に、認知活動を行っている。
2016年1月から、女優・川田早矢加とともに、ツイキャス番組「ホシナとサヤカはどっちもどっち」を週一回放送。

## 脚本の特徴
『ダメな人間しか出てこない』芝居を書くのが得意。泥臭く古臭い昭和の世界をこよなく愛しつつ、現代に生きる人間の諸相を描いている。

## 備考
酒豪で、ブランデーを3本空けて普通だった時は、本人も「自分には肝臓が二つあるんじゃないか」と語った。
動物の中で、猫がなにより好きと公言しているが、重度の猫アレルギーのため飼う事ができないと嘆いている。
自らが主催するトークライブ等において『だめんず・うぉ〜か〜』ならぬ『だめんずメーカー』を自称している。
飛行機に乗れない体質。

## 主な作品

### 舞台[6]
劇団はぶ談戯上演作品
- 「Ｕ.Ｇ.Ｗ」（1999）脚本・演出・出演
- 「源八橋西詰」（2000）演出
- 「ゲリラライブ〜すいません相手してください」（2000）脚本・演出・出演
- 「無くしてしまった詩」（2001）脚本・演出
- 一日限定公演（2002）脚本・演出・出演
- 「東京下町春美荘〜やっぱり地球は青かった?〜」（2003）脚本・演出
- 「わたゆき」（2004）脚本・演出
- 「逢魔ヶ刻」（2004）脚本・演出
- 「ヒキガネ」(2005) 脚本・演出
- 「スジン」(2005) 脚本・演出
- 「せいし」(2006) 脚本・演出
- 「盗人メヌエット」(2006) 脚本・演出
- 「ナナシのハナシ」(2007) 脚本・演出
- 「うめたい 〜ダメ、時々アイシテル」(2007) 脚本・演出
- 「ヒキガネ2008」(2008) 脚本・演出
- 「時泥棒 〜昭和歌謡短編集〜」(2011) 脚本・演出
- 「せいし」(2012) 脚本・演出
- 「みせられて」(2012) 脚本・演出
- 「かしましく〜うめられたい女、女、女」(2013) 脚本・演出
- 「うめたい〜ダメ、時々アイシテル 2013ver.〜」(2013) 脚本・演出
- 「下衆な回遊魚」(2014) 脚本・演出
- 「ヒミツボ -秘壺- 〜昭和歌謡短編集 其の二〜」(2015) 脚本・演出
- 「刺毛ーシモウー」(2016) 脚本・演出
- 「あ・らかると」(2017) 脚本・演出
  - 春のアラカルト(4月)
  - ゴールデンアラカルト(5月)
  - 梅雨のアラカルト(6月)
  - 初夏のアラカルト(7月)
  - 真夏のアラカルト(8月)
- 「やわらかい扉」(2017) 脚本・演出・出演
- 「にじゅう～昭和歌謡短編集 其の三～」（2019）脚本・演出
- はぶ談戯 × Gahornz「『笑えば』ショー～映画から舞台へ」（2021年）脚本・演出

外部提供作品
- アルミムニ「天国で僕と握手」（2002）演出・出演
- コトリコ「ことり学園、危機一髪！」（2007）脚本提供
- 喜多方発21世紀シアター「おむすびころりん」（2007）脚本・演出
- 空猫たふたふ「カラフルな猫」（2009・2011）脚本・演出
- エビス駅前バープロデュース「間～あわい～」（2012）脚本提供
- となりの芝「パフェ★サンデー★アラモード～似て非なる、甘い、アマイ、私たち～」（2019）脚本・演出[7]
- Gahornz「笑えば」（2019）脚本提供
- 「ラジ友　納涼ホラーナイト」（ラジ友、2021）脚本提供
- ちゃんぽん「つかれた」「モラトリアム四十路」「午前8時、ちょうどに」（2022）作・演出
- 呪怨 THE LIVE（2023）脚本[8]

### テレビ
- ほんとにあった怖い話2012（2012 フジテレビ）「右肩の女」脚本 (出演・岡田将生)[9]
- ほんとにあった怖い話 夏の特別編2013（2013 フジテレビ）「Xホスピタル」※共同脚本 、「蠢く人形」(出演・指原莉乃)[10]
- 悪霊病棟（2013 TBS）第5話※脚本協力
- ほんとにあった怖い話15周年スペシャル「犯人は誰だ」（出演・草彅剛）※共同脚本[11]
- オトナ女子（2015 フジテレビ）第1～3話,8～10話※脚本協力[12]
- ほんとにあった怖い話 夏の特別編2016（2016 フジテレビ）「悪夢の絵馬」脚本 (出演・バカリズム)[13]
- 幕末グルメ ブシメシ!外伝 メシ物語（2016 NHK BSプレミアム）脚本[14]
- ほんとにあった怖い話 夏の特別編2017（2017 フジテレビ）「影女」脚本 (出演・杉咲花)[15]
- ほんとにあった怖い話 夏の特別編2018（2018 フジテレビ）「姿見」脚本 (出演・葵わかな)[16]
- ほんとにあった怖い話 20周年スペシャル（2019 フジテレビ）「赤い執着」脚本 (出演・中条あやみ)[17]
- ほんとにあった怖い話 秋の特別編2020（2020 フジテレビ）「訳ありのカラオケ店」脚本 (出演・岡田健史)[18]
- 土曜プレミアム　4つの不思議なストーリー～超常ミステリードラマSP（2020 フジテレビ）[19]

　「夕暮れの迷子」脚本 (出演・葵わかな)
　「不思議なお守り」脚本 (出演・柳楽優弥)
- ほんとにあった怖い話 秋の特別編2021（2021 フジテレビ）[20]

　「だるまさんが転んだ？」脚本 (出演・3時のヒロイン)
　「或る学校の七不思議」脚本 (出演・与田祐希)
- ほんとにあった怖い話 夏の特別編2022（2022 フジテレビ）「一言のあやまち」脚本 (出演・山下美月)[1]
- ほんとにあった怖い話 夏の特別編2023（2023 フジテレビ）「視線の出処」脚本 (出演・中村アン)

### 配信ドラマ
- 私が獣になった夜 シーズン3 私が獣になった夜～好きになっちゃいけない～ （2022　ABEMAプレミアム）

　　第1話「大人になった男との夜、逃げられない私」脚本（出演・二宮芽生）
　　第4話 「好きだった男との夜、マリッジブルーな私」脚本（出演・宮下かな子）

### 映画
- 笑えば（2020) 脚本・監督[22]

### ラジオ
- 「穂科エミのこれはどうだ!」（かわさきFM） パーソナリティ
- ラジオドラマ「喫茶止まり木へようこそ」（かわさきFM） 作・構成
- 「はぶられたっていいじゃない」（FMきたかた）  パーソナリティ・企画構成
- 青山二丁目劇場（文化放送）
  - ラジオドラマ「おばあちゃんのタイムカプセル」（2011）脚本
  - ラジオドラマ「ウイスキーの音」（2013）脚本
- 「東京新宿 もの書きの夜は更けて」（2024年1月 - 、エフエム花） パーソナリティ

### インターネット動画
- テレパック×はぶ談戯コラボ企画「計画晩婚」(2016) 監督・脚本　[23]

### インターネット配信
- 「もの書きのひとり言」（ツイキャス、2021年1月30日 - ）[24]

### ゲーム
- 恋愛アプリメント（2011）
- ているずおぶ劇場（2011）
- 赤ずきんと迷いの森（2016）

### 漫画
・丑三つ時、コワい話はこのBarで （2024）
・40歳 典子のリスタート！（2023）

### 著書
- ほんとにあった怖いはなし①②③（2014　朝日新聞出版）※共同執筆

### ライター
- Gow!Magazine（コラム）(2012)
- ラブリサーチ　[コラム] (2015)